# James Garton
James Garton (* 1887 in Northamptonshire; † unbekannt) war ein englischer Fußballspieler.

## Karriere
Der Amateurfußballer Garton spielte 1903/04 als Linksaußen für Kettering St. Mary’s in der lokalen Liga Kettering Combination und stand am Saisonende auf Seiten des Rests der Liga gegen Ligameister Geddington (Endstand 0:2). Die Saison 1904/05 bestritt er für die Reservemannschaft des FC Kettering. Das Team wurde Meister der Wellingborough League und Garton war auch am Gewinn des Northants Lower Junior Cups gegen Wollaston Victoria beteiligt. In der Saison 1905/06 rückte er in die erste Mannschaft Ketterings auf und spielte in der Northamptonshire League. Mit dem Klub qualifizierte er sich zudem für die erste Hauptrunde des FA Cups 1905/06, in der letzten Qualifikationsrunde erzielte er gegen Ilkeston United den Treffer zum 3:0-Endstand. Die Erstrundenpartie beim Erstligisten Derby County ging im Baseball Ground mit 0:4 verloren, in der Sturmreihe spielte neben Garton Joe Dix und James Garfield.
Im April 1906 wurde er für eine Ablöse von 50 £ vom Zweitligisten Bradford City verpflichtet und stieg mit dem Wechsel zum Profi auf, für Kettering soll er bis zu seinem Abgang 22 Saisontore erzielt haben. Garton kam in fünf der verbleibenden sechs Saisonspiele zum Einsatz, wurde aber mehrfach anstatt auf seiner angestammten Position als linker Außenstürmer als rechter Halbstürmer aufgeboten. Zu Beginn der folgenden Saison stand Garton sechs Mal als Linksaußen auf dem Platz, sein einziger Torerfolg gelang bei einer 1:5-Niederlage beim FC Chelsea. Nach einem Unentschieden gegen Gainsborough Trinity Anfang Oktober 1906 bot Trainer Peter O’Rourke in der Folge George Handley auf. Obwohl Garton noch bis 1909 bei Bradford spielte, kam er nicht mehr in der ersten Mannschaft des Klubs zum Einsatz. Im August 1908 war er in einem vereinsinternen vorsaisonalen Testspiel als Torschütze erfolgreich. In der Reservemannschaft in der Midland League wurde er regelmäßig aufgeboten, im September 1908 urteilte der Korrespondent der Yorkshire Evening Post: „Garton hat nie eine Form gezeigt, die es rechtfertigen würde, einen Platz in der ersten Mannschaft zu fordern, aber im Spiel gegen Worksop, mit McDonald als Partner, spielte er wirklich großartig, die beste Leistung die er in City-Farben bislang gezeigt hat, und es scheint, als ob er die Veranlagung zu einem erstklassigen Spieler hat, vorausgesetzt er hat den richtigen Nebenspieler.“ Nachdem er kurz darauf für mehrere Monate aus Aufstellungen verschwunden war, berichtete die Presse im Februar 1909 von seiner Genesung nach „langer Krankheit“.
Im Herbst 1909 klagte er erfolgreich vor einem Ligakomitee auf Reduzierung seiner Ablöse und ihm wurde im November ein ablösefreier Abgang gestattet. Nur wenige Tage später wechselte er zu Huddersfield Town in die Midland League. Als „intelligenter Spieler mit einem guten Antritt“ beschrieben, kam er, gemeinsam mit zwei weiteren Neuzugängen, Jack Richardson und Tommy North, am 13. November 1909 bei einer 3:4-Niederlage gegen die Reservemannschaft von Leicester Fosse zum Einsatz. Es blieb für Richardson und Garton der einzige Auftritt für Huddersfield. Der Korrespondent des Huddersfield Daily Examiner urteilte über Gartons Auftritt: „Garton fand erst in der Spätphase des Spiels seinen Rhythmus, als er mehrere gute Schüsse und Flanken abgab, aber er zeigte keine guten Antritte.“